# پروباکتروسور
پروباکتروسور (نام علمی: Probactrosaurus) نام یک سرده از راسته پرنده‌کفلان است.